# 国家地方警察東京都本部

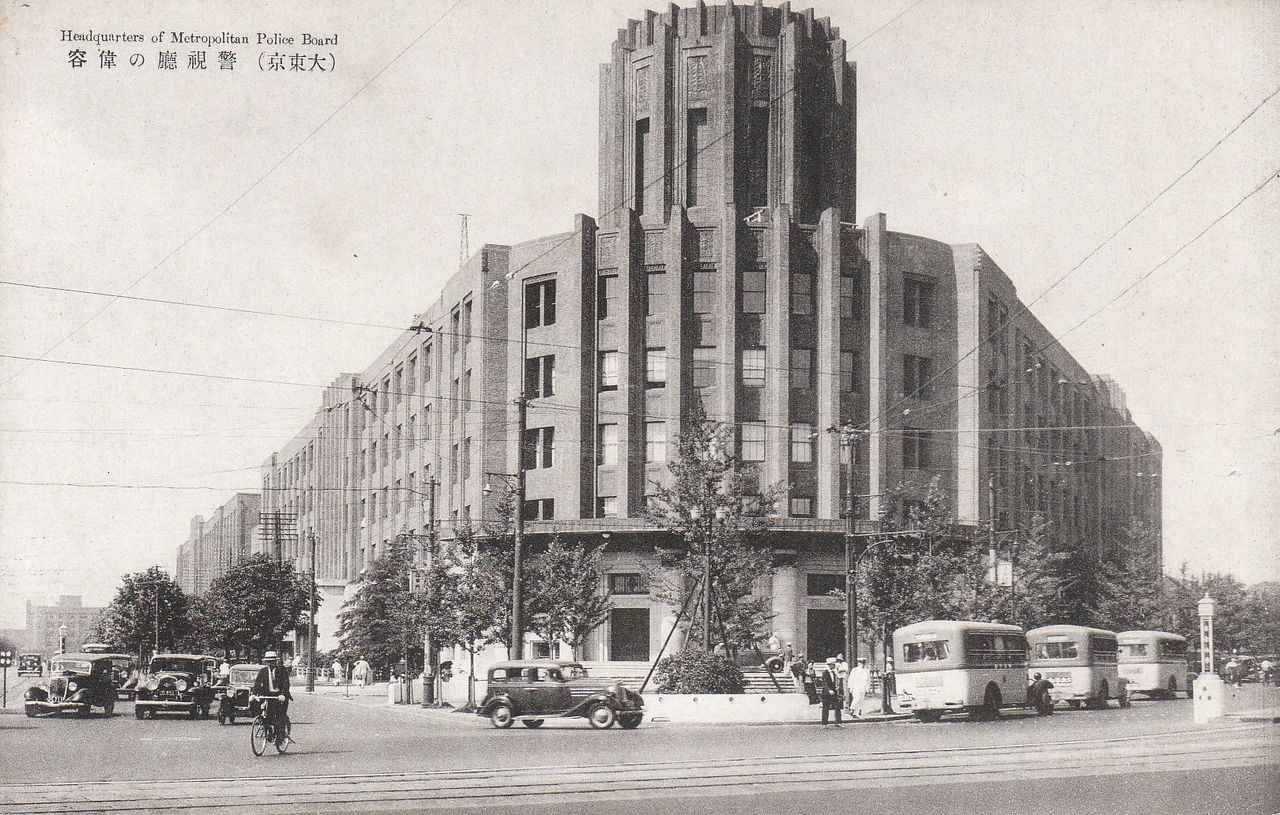
国家地方警察東京都本部庁舎（警視庁も同居）

国家地方警察東京都本部（こっかちほうけいさつとうきょうとほんぶ）は、旧警察法時代に存在した東京都の都道府県国家地方警察で、自治体警察を設けない地域を管轄区域とする。また国家地方警察東京警察管区本部の行政管理を受ける。
1954年（昭和29年）の新警察法の施行により廃止され、新たに都道府県警察として警視庁が発足した。

## 組織
1948年（昭和23年）時点
- 総務部
  - 秘書企画課、会計課
- 警務部
  - 人事装備課、教養課
- 刑事部
  - 捜査課、鑑識課、防犯統計課
- 警備部
  - 警備課、交通課、通信課

## 地区警察署
1948年（昭和23年）時点
- 八王子地区警察署
- 町田地区警察署
- 府中地区警察署
- 立川地区警察署
- 田無地区警察署
- 青梅地区警察署
- 五日市地区警察署
- 大島地区警察署
- 新島地区警察署
- 三宅島地区警察署
- 八丈島地区警察署

## 支所
1948年（昭和23年）時点
- 武蔵野支所

## 主な事件
- もく星号墜落事故

## 都内の自治体警察
- 警視庁
- 八王子市警察
- 青梅市警察
- 立川市警察
- 武蔵野市警察
- 三鷹市警察